# Michelangelo-Phänomen

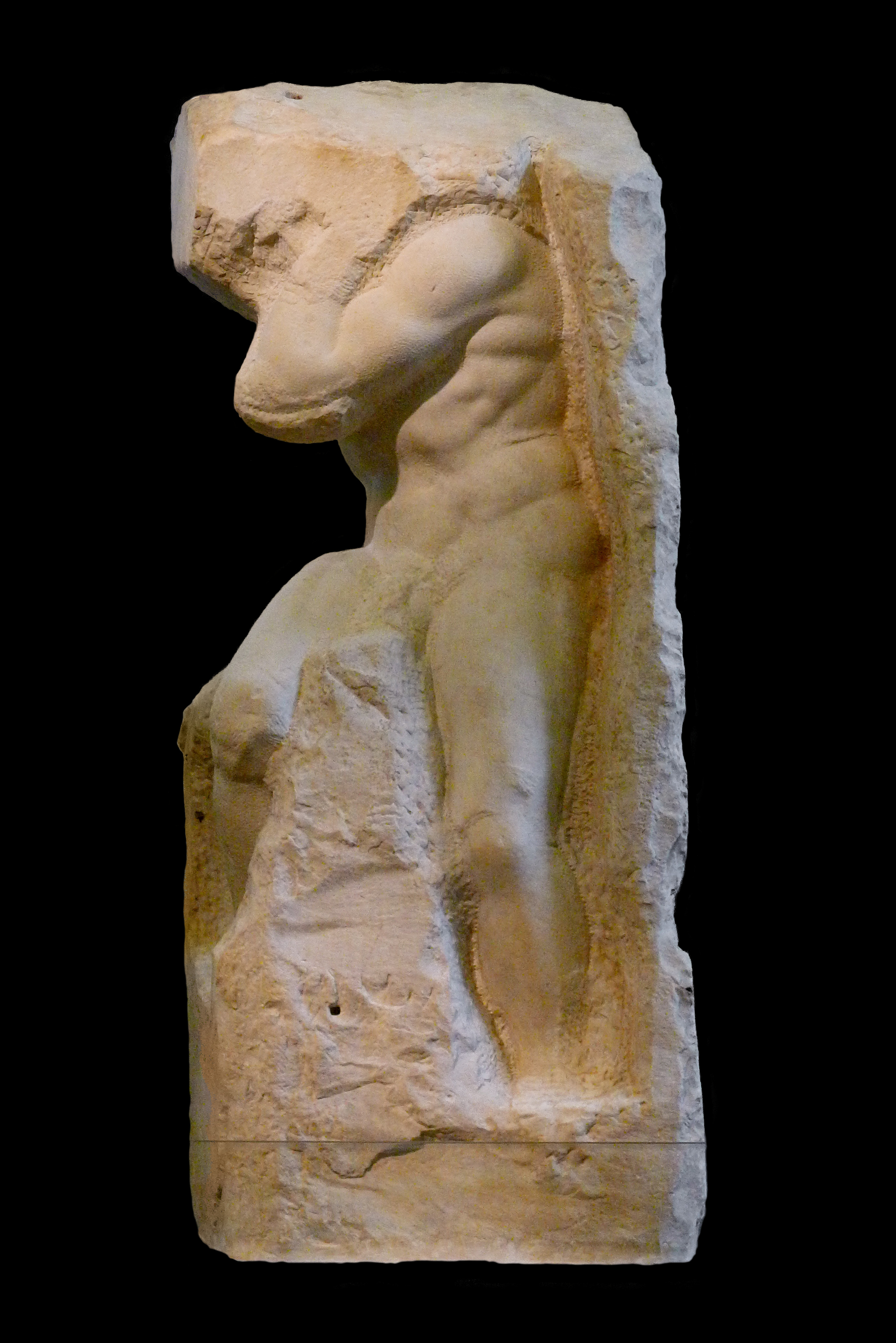
Die unvollendete Michelangelo-Skulptur Atlas-Sklave zeigt eine in einem Steinblock „schlummernde“ Figur und verdeutlicht damit die entsprechende Metapher des Bildhauers.

Das Michelangelo-Phänomen (auch Michelangelo-Effekt) beschreibt in der Psychologie einen zwischenmenschlichen Prozess, bei dem sich Menschen in einer Beziehung gegenseitig formen. Bei dieser Form der sozialen Beeinflussung können die Unterstützung und die positiven Erwartungen anderer Menschen dazu beitragen, dass ein Mensch sein Potenzial ausschöpft und sich weiterentwickelt.
Die Bezeichnung stützt sich auf die Art und Weise, wie Michelangelo seine Skulpturen formte. Er vertrat unter anderem die Ansicht, dass es sich bei der Bildhauerei um einen Prozess handelt, bei dem eine in einem Steinblock „schlummernde“ Figur befreit wird.
Erstmals eingeführt und beschrieben wurde der Begriff durch die US-amerikanischen Psychologen Stephen Michael Drigotas und Caryl Rusbult in einer 1999 veröffentlichten Studie.

## Merkmale
Paare, bei denen dieses Phänomen beobachtet wird, unterstützen sich gegenseitig in dem Willen, sich gemeinsam zu entwickeln und eigene Wünsche und Träume zu verwirklichen. In Anlehnung an die Michelangelo-Metapher befreien sie sich sozusagen gegenseitig aus dem Steinblock, in welchem sie „schlummern“. Forschungen bestätigen, dass Paare, denen dies gelingt, oft in hohem Maße mit sich und ihrer Beziehung zufrieden sind. Sie besitzen empathische und feinfühlige Eigenschaften, was sich vor allem darin äußert, dass sie sich gegenseitig mit Zuspruch begegnen und einander positive Rückmeldungen geben, die das persönliche Streben betreffen. Dies setzt voraus, sich selbst gegenseitig zurückzunehmen und bereit zu sein, den anderen bedingungslos zu unterstützen, und kann sowohl bewusst als auch unterbewusst stattfinden.
Das Gegenstück zum Michelangelo-Phänomen ist der Manhattan-Effekt, der beschreibt, wie Paare sich in der Entwicklung ihrer Beziehung gegenseitig behindern.

## Ursachen
Studien belegen, dass insbesondere Menschen mit sicherer Bindung, die sich in frühester Kindheit durch die liebevolle und verlässliche Beziehung zwischen dem Kind und seinen primären Bezugspersonen aufbaut, soziales Verhalten leichter erlernen, Selbstbewusstsein und Selbständigkeit stärker entwickeln und dadurch eine Basis schaffen, später stabile Beziehungen zu anderen einzugehen. Dieser Prozess bildet die Grundlage für das Michelangelo-Phänomen.
Dahingegen gilt eine unsichere Bindung, die durch unberechenbares Verhalten der Eltern oder Vernachlässigung entsteht, als Risikofaktor für die Entwicklung psychischer Störungen. Bei Menschen mit solch negativen Erfahrungen tritt das Phänomen eher seltener auf.